# NGC 5133
NGC 5133 is een elliptisch sterrenstelsel in het sterrenbeeld Maagd. Het hemelobject werd op 23 april 1881 ontdekt door de Franse astronoom Édouard Jean-Marie Stephan.

## Synoniemen
- MCG -1-34-15
- IRAS 13222-0346
- PGC 46909